# Angraecopsis dolabriformis
Espèce
Statut de conservation UICN

EX : Éteint
Angraecopsis dolabriformis est une espèce éteinte de plantes à fleurs de la famille des Orchidaceae qui était endémique de l'île de Sao Tomé.

## Statut de conservation
Cette espèce est désormais considérée comme éteinte.

## Systématique
Le nom correct complet (avec auteur) de ce taxon est Angraecopsis dolabriformis (Rolfe) Schltr..
L'espèce a été initialement classée dans le genre Mystacidium sous le basionyme Mystacidium dolabriforme Rolfe.
Angraecopsis dolabriformis a pour synonyme :
- Mystacidium dolabriforme Rolfe